# Nicolás González
Nicolás Iván González, detto Nico (Belén de Escobar, 6 aprile 1998), è un calciatore argentino, attaccante della Juventus e della nazionale argentina, con cui è diventato campione d'America nel 2021 e nel 2024.

## Caratteristiche tecniche
Di piede mancino, può giocare sia come ala destra che sinistra. Eccezionalmente può ricoprire il ruolo di punta. È veloce, imprevedibile, rapido nello stretto, abile nel dribbling e nel gioco aereo, specialmente nei colpi di testa, in cui eccelle nonostante non primeggi per statura.

## Carriera

### Club

#### Argentinos Juniors e Stoccarda
Cresciuto nelle giovanili dell'Argentinos Juniors, ha esordito in prima squadra il 28 agosto 2016 in occasione del match pareggiato 2-2 contro il San Martín (T). A fine campionato i Bichos conquistano la promozione in Primera División anche grazie a un gol di González.
Il 10 luglio 2018 si trasferisce allo Stoccarda, club di Bundesliga, con cui esordisce il 26 agosto in occasione del match di campionato perso per 1-0 contro il Magonza, subentrando nel secondo tempo a Daniel Didavi. Il 22 dicembre 2018 realizza il primo gol con la maglia dei Roten, in occasione della partita di campionato persa in casa contro lo Schalke 04 per 1-3. Si ripete nella giornata seguente andando a segno nella sconfitta interna per 2-3 contro il Magonza e viene nominato calciatore esordiente del mese. A fine stagione non riesce a evitare la retrocessione in 2. Fußball-Bundesliga.
Dopo avere contribuito alla promozione della sua squadra con 14 reti in 27 partite (tra cui due doppiette nei successi contro Sandhausen e Norimberga), in massima serie offre, nonostante alcuni infortuni, un buon rendimento con 6 gol in 15 gare (uno di questi nel successo per 1-5 in casa del Borussia Dortmund). Nel mentre ha anche rinnovato il suo contratto con i tedeschi per un'altra stagione.

#### Fiorentina
Il 23 giugno 2021 viene acquistato dalla Fiorentina per 27 milioni di euro, diventando l'acquisto più oneroso del club gigliato. Il 13 agosto 2021 segna il suo primo gol in maglia Viola nella gara valevole per i trentaduesimi di Coppa Italia contro il Cosenza. Il 28 agosto seguente segna il suo primo gol in Serie A aprendo le marcature nella sfida al Franchi contro il Torino, gara poi vinta dai viola per 2-1. Nel girone d'andata la sua presenza in campo diventa presto discontinua per effetto prima di una squalifica e poi di alcuni problemi di salute. Torna titolare a dicembre nella vittoriosa trasferta di Bologna. Conclude l'annata in crescendo, segnando 3 reti nelle ultime 3 gare che si aggiungono alle altre 4 segnate nel corso dell'anno, condite da 6 assist. 

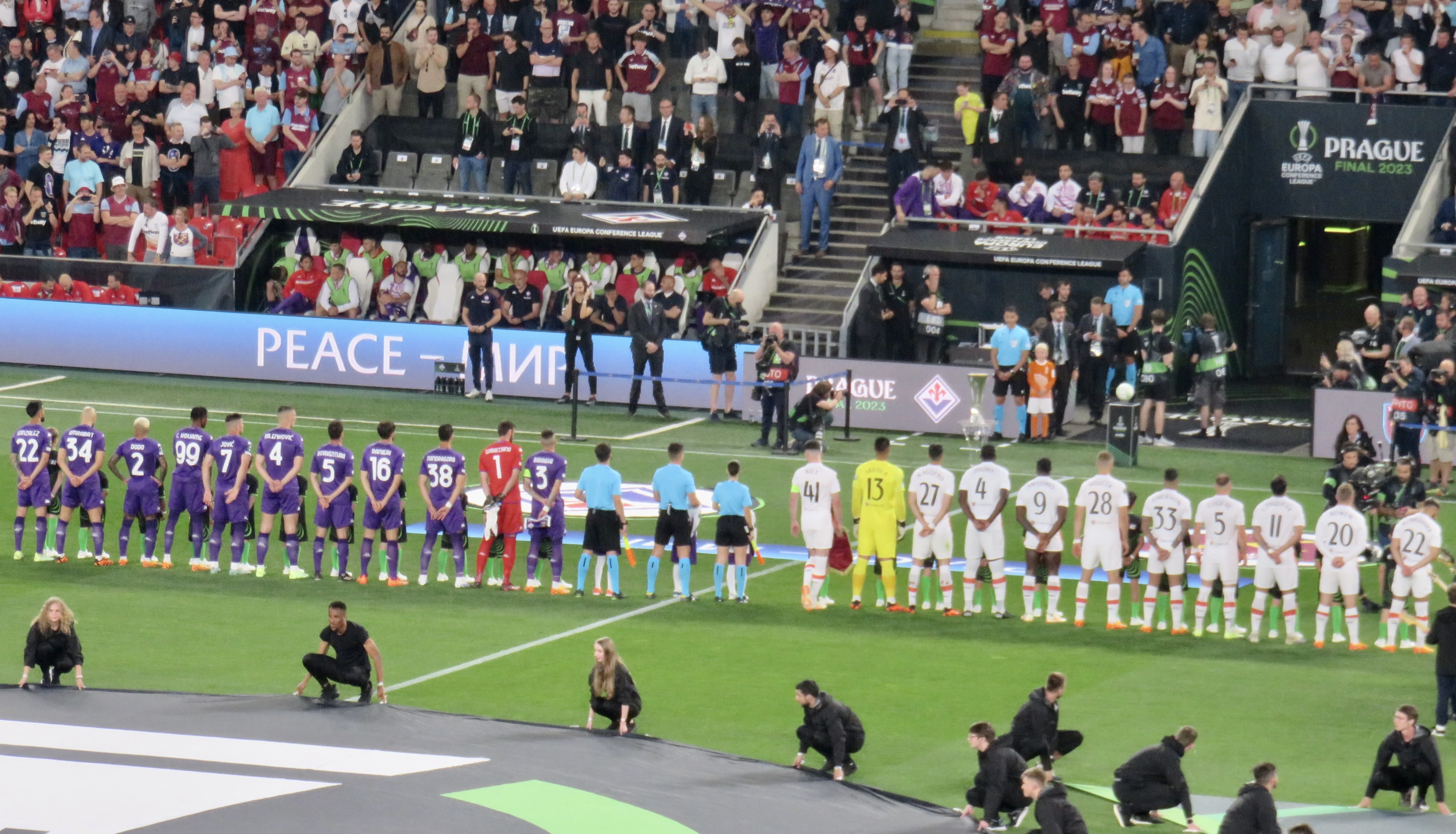
González (nella foto, con la maglia numero 22) poco prima della finale di UEFA Europa Conference League contro il nel giugno del 2023.

Nella stagione successiva bagna il suo esordio europeo segnando dopo 59 secondi il gol dell'1-0 contro il Twente nei playoff di Conference League. In Serie A trova la prima rete stagionale nella partita casalinga contro l'Hellas Verona. Mette a segno una doppietta contro gli Heart of Midlothian nel girone di qualificazione di Conference League, mentre nella successiva gara di campionato contro l'Inter è costretto a uscire per infortunio ed a un lungo stop. Torna in campo nella partita contro il Sassuolo il 7 gennaio 2023 andando a segno, per la quarta volta consecutiva, dopo l'89º minuto di gioco. Parte da titolare per la prima volta dopo l'infortunio il successivo 29 gennaio quando, allo Stadio Olimpico di Roma, segna il gol del definitivo pari contro la Lazio. Ancora decisivo, il 4 marzo, quando una sua rete su calcio di rigore apre la strada per la vittoria della Fiorentina contro il Milan (2-1). La striscia positiva continua in Europa dove segna a Poznan, oltre a realizzare il rigore del definitivo 2-0 nella semifinale d'andata di Coppa Italia contro la Cremonese. In campionato segna il gol dell'1-1 nel pirotecnico pareggio (3-3) di Salerno mentre, il 18 maggio, la sua doppietta si rivela decisiva per portare la sfida con il Basilea, valida per la semifinale di Europa Conference League, ai tempi supplementari, dove la Viola vincerà per 1-3 approdando così all'atto conclusivo.
Il 24 maggio 2023 è autore del provvisorio vantaggio viola nella finale di Coppa Italia contro l'Inter, poi persa 1-2. Segna anche nell'ultima giornata di campionato, nella vittoria per 3-1 in casa del Sassuolo, chiudendo la partita all'83º con un colpo di testa. Il successivo 7 giugno serve l'assist per il gol del momentaneo 1-1 nella finale della UEFA Europa Conference League, poi persa per 2-1 dai toscani contro il West Ham Utd. Nonostante la sconfitta gli viene riconosciuto il riconoscimento di miglior giocatore nel suo ruolo e viene inserito nella squadra della stagione della UEFA Conference League 2022-2023. Chiude la stagione con 14 reti e 5 assist nelle 42 presenze registrate in tutte le competizioni ufficiali.
Nella terza stagione in viola sceglie di giocare con la maglia numero 10, lasciata libera da Gaetano Castrovilli, con la scritta Nico sulle spalle al posto del cognome. Nella prima giornata di campionato, contro il Genoa, mette a segno la rete del momentaneo 3-0; mentre una sua doppietta permette ai viola di ribaltare la sconfitta dell'andata contro il Rapid Vienna e superare il play-off di UEFA Europa Conference League 2023-2024. Il 26 settembre firma il rinnovo con la Fiorentina fino al 2028.
Nella gara contro il Ferencvaros, il 14 dicembre 2023, incappa in un infortunio muscolare che lo tiene lontano fino alla fine di gennaio, facendogli perdere anche la Supercoppa. Torna in campo nella gara casalinga contro l'Inter sbagliando il rigore dell'1-1, mentre l'11 febbraio - nel 5-1 contro il Frosinone - è nell'undici titolare per la prima volta dopo il recupero dall'infortunio. Nella gara di ritorno dei quarti di finale di Conference League è decisivo contro il Viktoria Plzen segnando la prima delle due reti che portano in semifinale i viola. Il 28 aprile 2024, con i due gol messi a segno nella vittoria per 5-1 contro il Sassuolo, trova la prima doppietta in Serie A. Gioca titolare nella finale di Conference League come nell'edizione precedente. Nella terza stagione con la maglia della Fiorentina registra 44 partite totali con 16 gol e 5 assist tra tutte le competizioni.
Conclude la sua esperienza in Viola con 125 presenze e 38 reti complessive.

#### Juventus
Il 25 agosto 2024 viene acquistato a titolo temporaneo con obbligo di riscatto dalla Juventus, a fronte di un corrispettivo di 8 milioni di euro per il prestito e 25 per il riscatto, più eventuali 5 milioni di bonus. Esordisce con i bianconeri il successivo 1º settembre nella partita casalinga contro la Roma (0-0), subentrando nella ripresa a Dušan Vlahović. Il 17 settembre esordisce da titolare in UEFA Champions League nella partita casalinga vinta contro il PSV (3-1), realizzando la terza rete bianconera. Il 17 dicembre, all'esordio in Coppa Italia va a segno fissando il 4-0 al Cagliari nella sfida degli ottavi di finale. Cinque giorni dopo trova anche la prima rete in campionato, fissando il successo per 2-1 in casa del Monza. Nel marzo 2025 viene esercitato l'obbligo di riscatto per il giocatore. Chiude una stagione deludente con 26 presenze e soli 3 gol.

### Nazionale
Nel 2019 vince i giochi panamericani con l'Argentina. Dopo aver giocato in amichevole per l’Argentina Under 23 in vista del torneo Preolimpico, andando a segno contro i pari età della Colombia, il 13 ottobre dello stesso anno fa il suo esordio in nazionale maggiore disputando da titolare l'incontro amichevole contro l'Ecuador, vinto per 6-1.
Convocato stabilmente nella selezione argentina, il 13 novembre 2020 realizza la sua prima rete con la squadra, nel pareggio per 1-1 contro il Paraguay, partita che gioca come terzino sinistro al posto dell'infortunato Nicolás Tagliafico.
L'11 giugno 2021 viene inserito nella lista dei convocati per la Coppa America. L’11 luglio, dopo aver dato un grande contributo durante i gironi e la fase ad eliminazione diretta, vince il trofeo con la nazionale. Il successivo 1º giugno entra nel primo minuto di recupero della Finalissima 2022, partecipando alla festa per la vittoria argentina a Wembley.
Nel novembre dello stesso anno viene inserito dal CT Lionel Scaloni nella rosa partecipante al campionato del mondo 2022 in Qatar, ma successivamente viene escluso per infortunio. Nel 2023 viene convocato nel primo raduno postmondiale della nazionale maggiore, giocando dapprima contro il River Plate in una partita non ufficiale e poi da titolare nell'amichevole contro Curaçao, partita in cui ha messo a segno il gol del momentaneo 2-0. A giugno fa parte dell'undici titolare argentino anche nella tournée della Nazionale in Asia contro Australia e Indonesia.

## Statistiche

### Presenze e reti nei club
Statistiche aggiornate al 1º luglio 2025.
| Stagione                  | Squadra                   | Campionato                | Campionato | Campionato | Coppe nazionali | Coppe nazionali | Coppe nazionali | Coppe continentali | Coppe continentali | Coppe continentali | Altre coppe | Altre coppe | Altre coppe | Totale | Totale |
| Stagione                  | Squadra                   | Comp                      | Pres       | Reti       | Comp            | Pres            | Reti            | Comp               | Pres               | Reti               | Comp        | Pres        | Reti        | Pres   | Reti   |
| ------------------------- | ------------------------- | ------------------------- | ---------- | ---------- | --------------- | --------------- | --------------- | ------------------ | ------------------ | ------------------ | ----------- | ----------- | ----------- | ------ | ------ |
| 2016-2017                 | Argentinos Juniors        | PBN                       | 20         | 4          | CA              | 2               | 0               | -                  | -                  | -                  | -           | -           | -           | 22     | 4      |
| 2017-2018                 | Argentinos Juniors        | PD                        | 24         | 7          | CA              | 1               | 0               | -                  | -                  | -                  | -           | -           | -           | 25     | 7      |
| Totale Argentinos Juniors | Totale Argentinos Juniors | Totale Argentinos Juniors | 44         | 11         |                 | 3               | 0               |                    | -                  | -                  |             | -           | -           | 47     | 11     |
| 2018-2019                 | Stoccarda                 | BL                        | 30+2       | 2          | CG              | 1               | 0               | -                  | -                  | -                  | -           | -           | -           | 33     | 2      |
| 2019-2020                 | Stoccarda                 | 2L                        | 27         | 14         | CG              | 2               | 1               | -                  | -                  | -                  | -           | -           | -           | 29     | 15     |
| 2020-2021                 | Stoccarda                 | BL                        | 15         | 6          | CG              | 2               | 0               | -                  | -                  | -                  | -           | -           | -           | 17     | 6      |
| Totale Stoccarda          | Totale Stoccarda          | Totale Stoccarda          | 72+2       | 22         |                 | 5               | 1               |                    | -                  | -                  |             | -           | -           | 79     | 23     |
| 2021-2022                 | Fiorentina                | A                         | 33         | 7          | CI              | 6               | 1               | -                  | -                  | -                  | -           | -           | -           | 39     | 8      |
| 2022-2023                 | Fiorentina                | A                         | 24         | 6          | CI              | 5               | 2               | UECL               | 13                 | 6                  | -           | -           | -           | 42     | 14     |
| 2023-2024                 | Fiorentina                | A                         | 29         | 12         | CI              | 2               | 0               | UECL               | 13                 | 4                  | SI          | 0           | 0           | 44     | 16     |
| Totale Fiorentina         | Totale Fiorentina         | Totale Fiorentina         | 86         | 25         |                 | 13              | 3               |                    | 26                 | 10                 |             | 0           | 0           | 125    | 38     |
| 2024-2025                 | Juventus                  | A                         | 26         | 3          | CI              | 2               | 1               | UCL                | 6                  | 1                  | SI+Cmc      | 1+3         | 0           | 38     | 5      |
| Totale carriera           | Totale carriera           | Totale carriera           | 230        | 61         |                 | 23              | 5               |                    | 32                 | 11                 |             | 4           | 0           | 289    | 77     |

### Cronologia presenze e reti in nazionale
| Cronologia completa delle presenze e delle reti in nazionale ― Argentina | Cronologia completa delle presenze e delle reti in nazionale ― Argentina | Cronologia completa delle presenze e delle reti in nazionale ― Argentina | Cronologia completa delle presenze e delle reti in nazionale ― Argentina | Cronologia completa delle presenze e delle reti in nazionale ― Argentina | Cronologia completa delle presenze e delle reti in nazionale ― Argentina | Cronologia completa delle presenze e delle reti in nazionale ― Argentina | Cronologia completa delle presenze e delle reti in nazionale ― Argentina |
| Data                                                                     | Città                                                                    | In casa                                                                  | Risultato                                                                | Ospiti                                                                   | Competizione                                                             | Reti                                                                     | Note                                                                     |
| ------------------------------------------------------------------------ | ------------------------------------------------------------------------ | ------------------------------------------------------------------------ | ------------------------------------------------------------------------ | ------------------------------------------------------------------------ | ------------------------------------------------------------------------ | ------------------------------------------------------------------------ | ------------------------------------------------------------------------ |
| 13-10-2019                                                               | Elche                                                                    | Argentina                                                                | 6 – 1                                                                    | Ecuador                                                                  | Amichevole                                                               | -                                                                        | 70’                                                                      |
| 15-11-2019                                                               | Riyad                                                                    | Brasile                                                                  | 0 – 1                                                                    | Argentina                                                                | Amichevole                                                               | -                                                                        | 74’                                                                      |
| 18-11-2019                                                               | Tel Aviv                                                                 | Argentina                                                                | 2 – 2                                                                    | Uruguay                                                                  | Amichevole                                                               | -                                                                        | 79’                                                                      |
| 13-11-2020                                                               | Buenos Aires                                                             | Argentina                                                                | 1 – 1                                                                    | Paraguay                                                                 | Qual. Mondiali 2022                                                      | 1                                                                        |                                                                          |
| 17-11-2020                                                               | Lima                                                                     | Perù                                                                     | 0 – 2                                                                    | Argentina                                                                | Qual. Mondiali 2022                                                      | 1                                                                        |                                                                          |
| 8-6-2021                                                                 | Barranquilla                                                             | Colombia                                                                 | 2 – 2                                                                    | Argentina                                                                | Qual. Mondiali 2022                                                      | -                                                                        | 65’                                                                      |
| 14-6-2021                                                                | Rio de Janeiro                                                           | Argentina                                                                | 1 – 1                                                                    | Cile                                                                     | Coppa America 2021 - 1º turno                                            | -                                                                        | 80’                                                                      |
| 18-6-2021                                                                | Brasilia                                                                 | Argentina                                                                | 1 – 0                                                                    | Uruguay                                                                  | Coppa America 2021 - 1º turno                                            | -                                                                        | 70’                                                                      |
| 4-7-2021                                                                 | Goiânia                                                                  | Argentina                                                                | 3 – 0                                                                    | Ecuador                                                                  | Coppa America 2021 - Quarti di finale                                    | -                                                                        | 66’ 83’                                                                  |
| 6-7-2021                                                                 | Brasilia                                                                 | Argentina                                                                | 1 – 1 dts (3 – 2 dtr)                                                    | Colombia                                                                 | Coppa America 2021 - Semifinale                                          | -                                                                        | 57’                                                                      |
| 10-7-2021                                                                | Rio de Janeiro                                                           | Argentina                                                                | 1 – 0                                                                    | Brasile                                                                  | Coppa America 2021 - Finale                                              | -                                                                        | 79’                                                                      |
| 9-9-2021                                                                 | Buenos Aires                                                             | Argentina                                                                | 3 – 0                                                                    | Bolivia                                                                  | Qual. Mondiali 2022                                                      | -                                                                        | 62’                                                                      |
| 7-10-2021                                                                | Asunción                                                                 | Paraguay                                                                 | 0 – 0                                                                    | Argentina                                                                | Qual. Mondiali 2022                                                      | -                                                                        | 76’                                                                      |
| 10-10-2021                                                               | Buenos Aires                                                             | Argentina                                                                | 3 – 0                                                                    | Uruguay                                                                  | Qual. Mondiali 2022                                                      | -                                                                        | 75’                                                                      |
| 14-10-2021                                                               | Buenos Aires                                                             | Argentina                                                                | 1 – 0                                                                    | Perù                                                                     | Qual. Mondiali 2022                                                      | -                                                                        | 73’                                                                      |
| 27-1-2022                                                                | Calama                                                                   | Cile                                                                     | 1 – 2                                                                    | Argentina                                                                | Qual. Mondiali 2022                                                      | -                                                                        | 70’                                                                      |
| 1-2-2022                                                                 | Córdoba                                                                  | Argentina                                                                | 1 – 0                                                                    | Colombia                                                                 | Qual. Mondiali 2022                                                      | -                                                                        | 68’                                                                      |
| 25-3-2022                                                                | Buenos Aires                                                             | Argentina                                                                | 3 – 0                                                                    | Venezuela                                                                | Qual. Mondiali 2022                                                      | 1                                                                        | 88’                                                                      |
| 29-3-2022                                                                | Guayaquil                                                                | Ecuador                                                                  | 1 – 1                                                                    | Argentina                                                                | Qual. Mondiali 2022                                                      | -                                                                        | 78’                                                                      |
| 1-6-2022                                                                 | Londra                                                                   | Italia                                                                   | 0 – 3                                                                    | Argentina                                                                | Coppa dei Campioni CONMEBOL-UEFA 2022                                    | -                                                                        | 90+1’                                                                    |
| 5-6-2022                                                                 | Pamplona                                                                 | Argentina                                                                | 5 – 0                                                                    | Estonia                                                                  | Amichevole                                                               | -                                                                        | 73’                                                                      |
| 28-3-2023                                                                | Santiago del Estero                                                      | Argentina                                                                | 7 – 0                                                                    | Curaçao                                                                  | Amichevole                                                               | 1                                                                        |                                                                          |
| 15-6-2023                                                                | Pechino                                                                  | Argentina                                                                | 2 – 0                                                                    | Australia                                                                | Amichevole                                                               | -                                                                        | 74’                                                                      |
| 19-6-2023                                                                | Giacarta                                                                 | Indonesia                                                                | 0 – 2                                                                    | Argentina                                                                | Amichevole                                                               | -                                                                        | 60’                                                                      |
| 7-9-2023                                                                 | Buenos Aires                                                             | Argentina                                                                | 1 – 0                                                                    | Ecuador                                                                  | Qual. Mondiali 2026                                                      | -                                                                        | 62’                                                                      |
| 12-9-2023                                                                | La Paz                                                                   | Bolivia                                                                  | 0 – 3                                                                    | Argentina                                                                | Qual. Mondiali 2026                                                      | 1                                                                        | 85’                                                                      |
| 12-10-2023                                                               | Buenos Aires                                                             | Argentina                                                                | 1 – 0                                                                    | Paraguay                                                                 | Qual. Mondiali 2026                                                      | -                                                                        | 90+4’                                                                    |
| 17-10-2023                                                               | Lima                                                                     | Perù                                                                     | 0 – 2                                                                    | Argentina                                                                | Qual. Mondiali 2026                                                      | -                                                                        |                                                                          |
| 16-11-2023                                                               | Buenos Aires                                                             | Argentina                                                                | 0 – 2                                                                    | Uruguay                                                                  | Qual. Mondiali 2026                                                      | -                                                                        | 53’                                                                      |
| 21-11-2023                                                               | Rio de Janeiro                                                           | Brasile                                                                  | 0 – 1                                                                    | Argentina                                                                | Qual. Mondiali 2026                                                      | -                                                                        | 70’                                                                      |
| 22-3-2024                                                                | Filadelfia                                                               | Argentina                                                                | 3 – 0                                                                    | El Salvador                                                              | Amichevole                                                               | -                                                                        | 46’                                                                      |
| 26-3-2024                                                                | Los Angeles                                                              | Argentina                                                                | 3 – 1                                                                    | Costa Rica                                                               | Amichevole                                                               | -                                                                        | 82’                                                                      |
| 9-6-2024                                                                 | Chicago                                                                  | Argentina                                                                | 1 – 0                                                                    | Ecuador                                                                  | Amichevole                                                               | -                                                                        | 78’ 90+1’                                                                |
| 14-6-2024                                                                | Landover                                                                 | Argentina                                                                | 4 – 1                                                                    | Guatemala                                                                | Amichevole                                                               | -                                                                        |                                                                          |
| 25-6-2024                                                                | East Rutherford                                                          | Cile                                                                     | 0 – 1                                                                    | Argentina                                                                | Coppa America 2024 - 1º turno                                            | -                                                                        | 73’                                                                      |
| 29-6-2024                                                                | Miami Gardens                                                            | Argentina                                                                | 2 – 0                                                                    | Perù                                                                     | Coppa America 2024 - 1º turno                                            | -                                                                        | 66’                                                                      |
| 4-7-2024                                                                 | Houston                                                                  | Argentina                                                                | 1 – 1 (4 – 2 dtr)                                                        | Ecuador                                                                  | Coppa America 2024 - Quarti di finale                                    | -                                                                        | 77’                                                                      |
| 9-7-2024                                                                 | East Rutherford                                                          | Argentina                                                                | 2 – 0                                                                    | Canada                                                                   | Coppa America 2024 - Semifinale                                          | -                                                                        | 78’                                                                      |
| 14-7-2024                                                                | Miami Gardens                                                            | Argentina                                                                | 1 – 0 dts                                                                | Colombia                                                                 | Coppa America 2024 - Finale                                              | -                                                                        | 66’                                                                      |
| 5-9-2024                                                                 | Buenos Aires                                                             | Argentina                                                                | 3 – 0                                                                    | Cile                                                                     | Qual. Mondiali 2026                                                      | -                                                                        | 51’                                                                      |
| 10-9-2024                                                                | Barranquilla                                                             | Colombia                                                                 | 2 – 1                                                                    | Argentina                                                                | Qual. Mondiali 2026                                                      | 1                                                                        |                                                                          |
| 21-3-2025                                                                | Montevideo                                                               | Uruguay                                                                  | 0 – 1                                                                    | Argentina                                                                | Qual. Mondiali 2026                                                      | -                                                                        | 69’ 90+5’                                                                |
| 10-6-2025                                                                | Buenos Aires                                                             | Argentina                                                                | 1 – 1                                                                    | Colombia                                                                 | Qual. Mondiali 2026                                                      | -                                                                        | 46’                                                                      |
| Totale                                                                   |                                                                          | Presenze                                                                 | 43                                                                       |                                                                          | Reti                                                                     | 6                                                                        |                                                                          |

| Cronologia completa delle presenze e delle reti in nazionale ― Argentina under 23 | Cronologia completa delle presenze e delle reti in nazionale ― Argentina under 23 | Cronologia completa delle presenze e delle reti in nazionale ― Argentina under 23 | Cronologia completa delle presenze e delle reti in nazionale ― Argentina under 23 | Cronologia completa delle presenze e delle reti in nazionale ― Argentina under 23 | Cronologia completa delle presenze e delle reti in nazionale ― Argentina under 23 | Cronologia completa delle presenze e delle reti in nazionale ― Argentina under 23 | Cronologia completa delle presenze e delle reti in nazionale ― Argentina under 23 |
| Data                                                                              | Città                                                                             | In casa                                                                           | Risultato                                                                         | Ospiti                                                                            | Competizione                                                                      | Reti                                                                              | Note                                                                              |
| --------------------------------------------------------------------------------- | --------------------------------------------------------------------------------- | --------------------------------------------------------------------------------- | --------------------------------------------------------------------------------- | --------------------------------------------------------------------------------- | --------------------------------------------------------------------------------- | --------------------------------------------------------------------------------- | --------------------------------------------------------------------------------- |
| 8-9-2019                                                                          | Buenos Aires                                                                      | Argentina under 23                                                                | 3 – 1                                                                             | Colombia under 23                                                                 | Amichevole                                                                        | 1                                                                                 |                                                                                   |
| Totale                                                                            |                                                                                   | Presenze                                                                          | 1                                                                                 |                                                                                   | Reti                                                                              | 1                                                                                 |                                                                                   |

| Cronologia completa delle presenze e delle reti in nazionale ― Argentina under 20 | Cronologia completa delle presenze e delle reti in nazionale ― Argentina under 20 | Cronologia completa delle presenze e delle reti in nazionale ― Argentina under 20 | Cronologia completa delle presenze e delle reti in nazionale ― Argentina under 20 | Cronologia completa delle presenze e delle reti in nazionale ― Argentina under 20 | Cronologia completa delle presenze e delle reti in nazionale ― Argentina under 20 | Cronologia completa delle presenze e delle reti in nazionale ― Argentina under 20 | Cronologia completa delle presenze e delle reti in nazionale ― Argentina under 20 |
| Data                                                                              | Città                                                                             | In casa                                                                           | Risultato                                                                         | Ospiti                                                                            | Competizione                                                                      | Reti                                                                              | Note                                                                              |
| --------------------------------------------------------------------------------- | --------------------------------------------------------------------------------- | --------------------------------------------------------------------------------- | --------------------------------------------------------------------------------- | --------------------------------------------------------------------------------- | --------------------------------------------------------------------------------- | --------------------------------------------------------------------------------- | --------------------------------------------------------------------------------- |
| 29-7-2019                                                                         | Lima                                                                              | Ecuador under 20                                                                  | 2 – 3                                                                             | Argentina under 20                                                                | Giochi panamericani - 1º turno                                                    | -                                                                                 | 26’                                                                               |
| 7-8-2019                                                                          | Lima                                                                              | Uruguay under 20                                                                  | 0 – 3                                                                             | Argentina under 20                                                                | Giochi panamericani - Semifinale                                                  | -                                                                                 |                                                                                   |
| 10-8-2019                                                                         | Lima                                                                              | Honduras under 20                                                                 | 1 – 4                                                                             | Argentina under 20                                                                | Giochi panamericani- Finale                                                       | -                                                                                 |                                                                                   |
| Totale                                                                            |                                                                                   | Presenze                                                                          | 3                                                                                 |                                                                                   | Reti                                                                              | 0                                                                                 |                                                                                   |

## Palmarès

### Club
- Primera B Nacional: 1

Argentinos Juniors: 2016-2017

### Nazionale
- Giochi panamericani: 1

2019
- Coppa America: 2

Brasile 2021, Stati Uniti 2024
- Coppa dei Campioni CONMEBOL-UEFA: 1

Finalissima 2022

### Individuale
- Squadra della stagione della UEFA Europa Conference League: 1

2022-2023